# Vicente Álvarez Pedreira
Vicente Álvarez Pedreira (Santa Cruz de Tenerife, 1933 - Santa Cruz de Tenerife, 19 de agosto de 2002), fue un abogado y político español perteneciente al partido Unión de Centro Democrático (UCD). Fue presidente de la Junta de Canarias entre el 9 de junio de 1980 al 12 de junio de 1981. Además también asumió los cargos de Magistrado del Tribunal Superior de Justicia de Canarias, exsenador por la isla de Tenerife, exdiputado del Parlamento de Canarias, exvicepresidente de la Mesa del Parlamento de Canarias y exvicepresidente del Gobierno de Canarias y Consejero de Presidencia.
En el año 2014 el Ayuntamiento de Santa Cruz de Tenerife rotuló una calle con su nombre en el barrio de Cabo-Llanos.